# Hipermasculinidad
Hipermasculinidad es un término psicológico y sociológico para referirse a la exageración del comportamiento masculino estereotipado, como el énfasis en la fuerza física, la agresividad y la sexualidad humana masculina. En el campo de la psicología clínica, este término se utiliza desde la publicación de la investigación de Donald L. Mosher y Mark Sirkin en 1984. Mosher y Sirkin definen operativamente la hipermasculinidad o la "personalidad machista" como compuesta por tres variables:
- Actitudes sexuales crueles hacia las mujeres.
- La creencia de que la violencia es masculina.
- La experiencia del peligro como algo excitante.

Desarrollaron el HMI (Hypermasculinity Inventory; Inventario de Hipermasculinidad) diseñado para medir los tres componentes. Las investigaciones han descubierto que la hipermasculinidad está asociada con la agresión sexual y violencia física hacia las mujeres y la percepción de los hombres homosexuales. Los reclusos tienen puntuaciones de hipermasculinidad más altas que los grupos de control.

## Emoción
Mientras que la identificación popular de los rasgos hipermasculinos tiende a girar en torno a los aspectos físicos externos de la violencia, el peligro y la agresión sexual, se presta mucha menos atención a las características emotivas que definen a los hombres considerados "hipermasculinos". Las actitudes hipermasculinas también pueden incluir el autocontrol emocional como signo de dureza. Ser emocionalmente duro o indiferente, especialmente hacia las mujeres, es mostrar lo que Thomas Scheff denomina "carácter": compostura e impasibilidad en momentos de gran tensión o emoción. Sobre este estoicismo hipermasculino, Scheff observa: "Son los hombres masculinos los que tienen "carácter". Un hombre con carácter que está bajo estrés no va a llorar y lloriquear como podría hacerlo una mujer o un niño".
La vigilancia emocional autoimpuesta por los hombres también ha afectado en gran medida a las condiciones en las que se comunican con las mujeres Ben-Zeev, Scharnetzki, Chan y Dennehy (2012) escriben sobre un estudio reciente que ha demostrado que muchos hombres evitan deliberadamente comportamientos y actitudes como la compasión y la expresión emocional, al considerar que estos rasgos son femeninos y, por tanto, rechazarlos por completo. Scheff añade: "El patrón hipermasculino conduce a la competición, en lugar de a la conexión entre las personas". En el contexto de la comunicación íntima o emocional (especialmente la confrontación) con las mujeres, el varón masculino suele retraerse emocionalmente, negándose a participar en lo que se denomina comunicación afectiva (Scheff). En un estudio similar sobre comportamientos de comunicación afectiva, el contraste de género (la negación deliberada o subconsciente por parte de un sexo de los comportamientos del otro) era mucho más evidente en los chicos jóvenes utilizados como sujetos de prueba que en las chicas.
Scheff analiza cómo se manifiesta esta insistencia en la indiferencia emocional en las definiciones físicas de la hipermasculinidad: "Reprimir el amor y las emociones vulnerables (pena, miedo y vergüenza, esta última en forma de sentimientos de rechazo o desconexión) conduce al silencio o al retraimiento, por un lado, o a actuar con ira (hostilidad flagrante), por otro. La compostura y el aplomo de la hipermasculinidad parecen ser una receta para el silencio y la violencia".

## En los medios visuales
Ben-Zeev, Scharnetzki, Chang y Dennehy señalan las imágenes de los medios de comunicación como el factor más importante que influye en el comportamiento hipermasculino, y afirman: "Después de todo, los medios de comunicación no sólo reflejan las normas culturales, sino que pueden transformar y transforman la realidad social". Esto se basa en el hecho de que los elementos físicos y emocionales del comportamiento hipermasculino se manifiestan regularmente en la publicidad, el cine de Hollywood e incluso en los videojuegos mediante el uso de imágenes muy fuertes: hombres musculosos que dominan a las mujeres en los anuncios, actores que representan a personajes masculinos incondicionales que no ceden a los atractivos emocionales de sus homólogas femeninas e innumerables videojuegos cuyos argumentos se basan estrictamente en la violencia. En efecto, la disponibilidad constante de estas imágenes para su visualización y uso públicos cotidianos ha allanado el camino para la construcción de un sistema de representación (consciente o inconscientemente), tanto por hombres como por mujeres, de los valores que perpetúan (Ben-Zeev et al.).
En la industria del videojuego, la hipermasculinidad se experimenta principalmente a través de las situaciones fantásticas y a menudo violentas que se presentan en el juego, y también por el diseño típico y los rasgos de carácter de los personajes jugables: a menudo de constitución poderosa, audaces y llenos de bravuconería y normalmente armados. "La elección de personajes y acciones femeninas dentro de los juegos deja a las mujeres con pocas opciones realistas y no sexualizadas", mientras que los personajes femeninos, como Lara Croft, no son más que ilusiones de empoderamiento femenino, y en cambio sólo sirven para satisfacer la mirada de los hombres.
Los estilos hipermasculinos en la cultura masculina gay son prominentes en los grupos disco gay de la década de 1970, como Village People, y se reflejan en la subcultura gay BDSM (Bondage y Disciplina; Dominación y Sumisión; Sadismo y Masoquismo) representada en la película Cruising (1980). El término "hipermasculino" también caracteriza un estilo de arte erótico en el que los músculos y el pene/testículos de las figuras masculinas se representan con un tamaño y prominencia poco realistas. Entre los artistas homosexuales que explotan los tipos hipermasculinos figuran Tom of Finland y Gengoroh Tagame.
Un artículo titulado "Marketing Manhood in a 'Post-Feminist' Age", de Kristen Barber y Tristan Bridges, también destaca la existencia de rasgos hipermasculinos en la publicidad. Old Spice, una marca de higiene predominantemente masculina, utilizó una imagen de Isaiah Mustafa en una bañera vestido de vaquero con el eslogan "Asegúrate de que tu hombre huela a hombre" para hacer publicidad de sus productos. Tanto Barber como Bridges consideran que el anuncio es problemático por el apoyo subliminal a la idea de que existe una supuesta fragancia masculina distinta y por el hecho de que pretende perpetuar características masculinas estereotipadas. El anuncio también viste estratégicamente a Mustafá de vaquero para representar a un hombre trabajador y rudo en un intento de crear un mayor atractivo hacia los hombres para que se parezcan y huelan como él.

## Efecto en las mujeres
La influencia de los medios de comunicación en la creación de comportamientos sexistas afecta mucho a las mujeres. De la misma manera que los consumidores masculinos buscan ajustarse a las características físicas y emocionales predichas por los estereotipos de los medios visuales, también las mujeres tienden a caer en la trampa de ajustarse a las normas sociales imaginadas. Sólo que los medios de comunicación las animan a desempeñar los papeles de las mujeres sumisas y serviles que aparecen en los anuncios y anuncios publicitarios; en otras palabras, el sistema presiona a las mujeres para que asuman sus papeles como focos de la violencia y la insensibilidad sexual de los hombres. "Los anuncios que presentan a los hombres como violentos (especialmente hacia las mujeres) son inquietantes, porque las representaciones de género en los anuncios hacen algo más que vender productos. También perpetúan estereotipos y presentan normas de comportamiento para hombres y mujeres".

## Efecto en los hombres
Las expectativas sociales han propagado la formación de roles de género entre lo que se considera masculino y femenino. Sin embargo, estos roles de género pueden tener un impacto negativo en los hombres y en su bienestar mental. Si un hombre es incapaz de cumplir los criterios masculinos designados, a menudo puede provocar sentimientos de inseguridad, inferioridad y malestar psicológico general. Algunos también pueden creer que la incapacidad de cumplir un determinado papel de género puede poner en peligro su capital social en sus comunidades.

## Efecto sobre la raza
Los estudiosos afirman que la percepción que tenían los colonizadores del sujeto negro colonial como un "no-sujeto irracional" incivilizado y primitivo sirvió de justificación para los traumas que se les infligieron, y que el legado de esa percepción sigue siendo evidente en la sociedad actual. Como medio de resistencia, los hombres negros proyectan una hipermasculinidad para combatir los sentimientos de impotencia que les impone una sociedad "abusiva y represiva". Sin embargo, esta fusión de identidad negra y masculinidad ha "sobredeterminado las identidades que los hombres negros pueden forjarse", perpetuando estereotipos negativos de todos los hombres negros como intrínsecamente violentos y peligrosos. Asimismo, otros estudiosos sostienen que este tratamiento de la masculinidad negra como respuesta adaptativa privilegia la masculinidad blanca de clase media como simple "masculinidad": "En última instancia, esto sitúa a la masculinidad blanca en el centro de la definición de la masculinidad ideal y reduce la masculinidad negra a un reflejo defectuoso de la misma".
Este estereotipo continuado de agresividad e hipermasculinidad se debe al entorno en el que se crían los jóvenes afroamericanos. Los adolescentes criados en comunidades afligidas son más propensos a adherirse a la violencia y esto se debe a los múltiples factores que coaccionan la violencia en estas comunidades. Estos factores apoyan la noción de violencia comunitaria, al estar expuestos continuamente al uso de pistolas, cuchillos y drogas. Las investigaciones han demostrado que entre el 45% y el 96% de los jóvenes afroamericanos que viven en zonas urbanas han sido testigos de violencia comunitaria, desde agresiones hasta asesinatos. Esta exposición continua a la violencia aporta normalidad a la idea de que la agresión apoya la autoridad. Este sentido de necesidad de mantener la autoridad es un desarrollo crucial que conduce a la hipermasculinidad en los hombres negros.
Además del entorno, otro factor imprescindible para el crecimiento de un niño son los padres o los adultos que le rodean. Estas relaciones son una gran variable en el crecimiento y desarrollo de los jóvenes. Se miden por el Capital Social, que es la cantidad de tiempo que los padres pasan con sus hijos, lo cerca que están unos de otros y todo lo que se da a los niños para aumentar su desarrollo social. Uno de los principales factores que determinan la relación de un niño con la autoridad es el rigor de sus padres, que se manifiesta en el control que ejercen sobre sus hijos y en las expectativas de masculinidad que imponen. Por ejemplo, esperan que no lloren, que resuelvan los problemas por sí mismos e incluso les obligan a hacer deporte. Los jóvenes negros criados en un entorno estricto suelen tener mejores resultados escolares y sociales, pero también tienden a creer que tienen más autoridad a medida que crecen, especialmente como hombres. Es un estereotipo que las familias afroamericanas tienden a ser más estrictas que las demás. Esta estrategia paterna de ser estricto o más duro con los jóvenes afroamericanos hace que repriman sus emociones debido a la idea errónea de que esto les hace más hombres. Por ejemplo, el famoso actor Will Smith cría a sus hijos de una forma poco ortodoxa. Trata a sus hijos igual que a cualquier otro adulto, lo que reduce la cantidad de autoridad que buscan y la cantidad de masculinidad que sus hijos sienten que necesitan. Una cita del famoso artista Donald Glover describe la rabia que muchos varones negros sienten por su propia hipermasculinidad. Dice: "Los hombres negros luchan tanto con la masculinidad. La idea de que siempre debemos ser fuertes realmente nos presiona a todos, nos impide crecer".
En su libro de 2002 Soul Babies: Black Popular Culture and the Post-Soul Aesthetic, Mark Anthony Neal afirma que la masculinidad negra se convirtió en sinónimo de una identidad negra unificada durante el Movimiento por los Derechos Civiles. Neal afirma que la hipermasculinidad se tradujo en violencia dentro de la comunidad negra para protegerse de la violencia dirigida a la comunidad negra desde la América blanca. Los gays y las mujeres negros fueron a veces censurados directamente en un esfuerzo por fusionar la identidad negra con la masculinidad. Huey P. Newton, en un esfuerzo por mejorar los lazos, escribió un ensayo para abogar por una alianza más fuerte entre las organizaciones políticas negras y las mujeres y los miembros gays de su comunidad. En él, admitía que esta popularidad de la hipermasculinidad impulsa una tendencia a la violencia y al silenciamiento de las mujeres y los hombres gays, lo que no permitía que estos miembros marginados formaran parte de la identidad negra.